# Isla Kent del Norte
La isla Kent del Norte (en inglés: North Kent Island) es una de las islas deshabitadas del archipiélago ártico canadiense ubicada en la región de Qikiqtaaluk en el territorio de Nunavut, al norte de Canadá. Se encuentra en el estrecho de Cardigan, entre la península Colin Archer de la isla Devon y la península Simmons de la isla de Ellesmere.
Con 577 km² (64.ª del país y 45ª de Nunavut) de terreno la isla es mayormente plana y cubierta de hielo, con abruptos acantilados.
La isla Kent del Norte es un Área protegida de Aves en Canadá (# NU052), y un sitio del Programa Biológico Internacional. Además existen otros animales como Morsas, focas barbadas, focas anilladas, entre otros, que frecuentan la zona.